# Dormilon à ventre roux
Muscisaxicola capistratus
Espèce
Synonymes
- Muscisaxicola capistrata

Statut de conservation UICN

 LC  : Préoccupation mineure
Le Dormilon à ventre roux (Muscisaxicola capistratus) est une espèce de passereau placée dans la famille des Tyrannidae.

## Illustrations
- Photos

## Répartition
On le trouve dans l'ouest de l'Argentine, dans l'est des Andes au Chili, au sud-ouest  de la Bolivie et au sud du Pérou.
Il niche dans l'extrême sud de l'Argentine et le Chili au nord de la Terre de Feu et migre au nord pendant l'hiver austral.

## Habitat
Son habitat naturel est les prairies tempérées.